# Alexandra Osborne
Alexandra Osborne (* 8. April 1995 in Sydney, New South Wales) ist eine australische Tennisspielerin.

## Karriere
Osborne begann erst mit zwölf Jahren mit dem Tennisspielen und bevorzugt Hartplätze. Sie spielt vor allem auf der ITF Women’s World Tennis Tour, bei der sie bislang fünf Titel im Doppel gewonnen hat.
2013 bis 2017 spielte sie für die College-Mannschaft der Arizona State Sun Devils der Arizona State University.
Im Juni 2019 erreichte sie mit ihrer Partnerin Jennifer Elie das Finale des Damendoppel beim Turnier in Shreveport, das sie mit 2:6 und 0:6 gegen Vladica Babić und Hsu Chieh-yu verloren.
Ihr erstes Turnier auf der WTA Tour spielte sie im Februar 2021 mit ihrer Partnerin Astra Sharma bei der Phillip Island Trophy 2021.

## Persönliches
Ihre Eltern sind Christopher und Virginia. Sie hat einen jüngeren Bruder Oscar und eine jüngere Schwester Stephanie.

## Turniersiege

### Doppel
| Nr. | Datum            | Turnier              | Kategorie   | Belag     | Partnerin               | Finalgegnerinnen                | Ergebnis         |
| --- | ---------------- | -------------------- | ----------- | --------- | ----------------------- | ------------------------------- | ---------------- |
| 1.  | 19. April 2021   | Monastir             | ITF $15.000 | Hartplatz | Paige Hourigan          | Magali Kempen Chelsea Vanhoutte | 4:1, Aufgabe     |
| 2.  | 22. Juli 2023    | Porto                | ITF W40     | Hartplatz | Gabriella Da Silva Fick | Francisca Jorge Matilde Jorge   | 6:4, 6:3         |
| 3.  | 28. Juli 2023    | El Espinar           | ITF W25     | Hartplatz | Rasheeda McAdoo         | Ku Yeon-woo Diāna Marcinkēviča  | 6:4, 6:3         |
| 4.  | 26. Oktober 2024 | Tyler                | ITF W100    | Hartplatz | Clervie Ngounoue        | Mary Lewis Brandy Walker        | 6:2, 6:3         |
| 5.  | 10. Mai 2025     | Indian Harbour Beach | ITF W50     | Sand      | Haley Giavara           | Tara Moore Abigail Rencheli     | 6:3, 3:6, [10:7] |